# Museo vivo della memoria
Il Museo vivo della memoria è un museo situato a Colle San Magno, in provincia di Frosinone.

## Descrizione
Il museo si articola in cinque sale all'interno di un palazzo storico e presenta, accanto alle testimonianze video, oggetti d’epoca donati dalle famiglie, un ricco corredo di documenti, reperti bellici, ricostruzioni accurate degli eventi più importanti, inclusa la riproduzione delle foto aeree della RAF (aviazione militare inglese) su tutta l'area del Monte Cairo, messe gratuitamente a disposizione dall'Aereofototeca nazionale.
La narrazione del museo, che ricostruisce gli eventi bellici nell'area, ruota attorno al punto di vista della popolazione civile, assunto come base per una ricostruzione di una delle pagine più emblematiche della seconda guerra mondiale in Italia. Sul fronte di Cassino, perno centrale della Linea Gustav, l'esercito tedesco e le forze alleate si fronteggiarono per un lungo e sanguinoso inverno: le quattro battaglie di Monte Cassino costarono la vita a decine di migliaia di soldati provenienti da ogni continente. Le popolazioni civili si trovarono schiacciate tra due fuochi e subirono le privazioni di una guerra in casa. Le deportazioni, le distruzioni dei bombardamenti e i danni dovuti all'occupazione tedesca rivivono nelle memorie dei testimoni raccolte in video, assieme alla paura, al racconto della fame e delle angherie subite. Il ricordo di quelle emozioni è espresso anche in alcuni oggetti conservati per decenni dalla popolazione e in documenti originali spontaneamente donati dalle famiglie del paese. Il Comune di Colle San Magno, grazie a un finanziamento europeo del FEASR, ha realizzato questo Museo per condividere la memoria di quegli eventi e per comunicare alle nuove generazioni gli orrori e la tragedia della guerra.